# ده یوسفعلی
دِه یوسفعلی روستایی است از توابع شهرستان بروجرد در استان لرستان. این روستا در دهستان اشترینان در بخش اشترینان این شهرستان قرار دارد.

## جمعیت
بنابر سرشماری مرکز آمار ایران، جمعیت ده یوسف علی در سال ۱۳۸۵ برابر با ۲۶۲ نفر بوده‌است که از این میان ۱۴۰ نفر مرد و بقیه زن بوده‌اند. این روستا ۶۹ خانوار دارد.